# Companhia de Comédia Os Melhores do Mundo
A Companhia de Comédia Os Melhores do Mundo é um grupo teatral brasileiro da cidade de Brasília, no Distrito Federal, criado em 21 de abril de 1995.

## Elenco
Adriana Dos Santos Nunes (Adriana Nunes): Nascida em 17 de setembro de 1969, atualmente com 55 anos. Nasceu em Brasília (DF). Trabalhou alugando carros, como fiscal de Shopping Center, em bancos, entre outros. Após tentar ser manequim e modelo, se formou pela Faculdade de Artes Dulcina de Moraes. Trabalhou na Rede Globo, no programa Zorra Total. É casada com o ator Adriano Siri, também da cia. E têm três filhos: Ana Terra, do primeiro casamento com James, Theo e Lis que são filhos do ator Adriano Siri.
Adriano Camanho de Assis (Adriano Siri): Natural do Rio de Janeiro (RJ). Nasceu no dia 26 de julho de 1968, no bairro da Tijuca, zona norte. Atualmente com 56 anos. É formado em Arquitetura pela Universidade de Brasília - UNB. Já foi contratado da Rede Globo de Televisão, tendo participação na novela Malhação, e também comentarista cultural da extinta TV Brasília. Além disso, tocou saxofone numa banda chamada de "Os Wallaces". É casado com a atriz Adriana Nunes. Todos perguntam o porquê do apelido "Siri", diz-se que é por causa do seu irmão que tinha o apelido de "camarão".
Jovane Mendes Nunes - (Jovane Nunes): Nascimento: 12 de outubro de 1969 em Ceres(GO). Atualmente com 55 anos. Antes de se mudar para Brasília a fim de cursar Artes Cênicas na UNB, foi frentista de posto de gasolina, ajudante de pedreiro, beneficiador de arroz etc. Trabalhou na Rede Globo como ator e redator. Foi um dos editores de Zorra Total e fez um quadro de grande sucesso "Zeca Pimenteira". Sendo demitido por se envolver em uma briga. 
Ricardo Curi Garcia (Ricardo Pipo): Natural de Brasília (DF), nasceu em 24 de fevereiro de 1952, tendo hoje 46 anos. Filho do advogado Sebastião Garcia de Sousa e da professora Iecimim Curi Garcia. Começou numa famosa cena cultural de BsB, o Jogo de Cena, sua amizade com Welder vem desde essa época, quando Ricardo Pipo estreou sua vida teatral aos 14 anos, seu apelido "Pipo" é em homenagem a um palhaço muito famoso que já faleceu, até hoje muitas pessoas o conhecem apenas como Pipo. Foi secretário de uma escola de alfabetização e também baterista de algumas bandas de Hip-Hop. Além disso foi locutor por certo tempo de uma programa de rádio (Cultura FM) durante a madrugada.
Victor Ulysses Machado Leal (Victor Leal): Nasceu no dia 4 de maio de 1971 no Rio de Janeiro (RJ). Tendo hoje 54 anos. É formado em Administração de Empresas pela UNB, e já foi dono de açougue e participou, como vocalista, da banda de rock "Os Wallaces" do DF. Integrou durante algum tempo o núcleo de humor da Rede Globo, como redator e ator, mas nunca atuou nela, mas foi um dos criadores do "Sai de Baixo".
Welder Rodrigues Bonfim (Welder Rodrigues): Nasceu no dia 11 de maio de 1970 em Brasília (DF). Tendo hoje 55 anos. Nascia para o mundo, o irreverente "Jajá" do programa Zorra Total da Rede Globo. Antes disso quase foi morto por Skinheads em Barcelona, tentando estudar desenho.
São tidos como responsáveis pela formação de um grande público teatral em Brasília, tendo alegadamente recebido 50 000 pessoas por ano. Atualmente o grupo se apresenta em diversas cidades do país.

## Peças Teatrais
- A Culpa é da Mãe - 1993
- A Cara do Pai - 1994
- Romeu X Julieta - 1994
- Hamlet (adaptação de William Shakespeare) - 1995
- AAAHHH!!! - 1995
- 2 + 2 = 6 - 1996
- Tira – Adrenalina em Combustão - 1996
- Escrava Isaura – A Comédia - 1997
- Nada - 1997
- Rumo ao Planeta Boing - 1997
- A Viagem de Cabral – Infantil / Bonecos - 1997
- Tudo - 1997
- Nada é de Brinquedo Quando Alienígenas Ameaçam Nossas Jujubas!- 1998
- Hermanoteu na Terra de Godah - 1995
- Tira 2 – McCoy is Back - 1998
- Sexo – a Comédia - 1999
- Contando Ninguém Acredita - 1999
- Filé Mignon - 1999
- Tormentas da Paixão – A História de Rebeca Sinclair - 1999
- 24 Horas no Ar - 1999
- Misticismo - 1999
- Conte Lá que Eu Canto Cá - 2000
- Notícias Populares - 2000
- P.U.M. (infantil) - 2000
- Dingou Béus - 2001
- Política - 2003
- Mercedez com Z - 2003
- Os Melhores do Mundo Futebol Clube – 2002
- América - 2006
- Tira - Codinome: Perigo - 2013

## Filmes
- "À Espera da Morte" (com participação de Chico Anysio)
- "Notícias Populares" (Ao vivo no Canecão, no Rio de Janeiro, gravado no dia 1º de setembro de 2007)
- "Hermanoteu na Terra de Godah" (Gravado Ao vivo no Citibank Hall, São Paulo, dia 1º de maio de 2009[Com participacao de Chico Anysio como Deus])
- "Sexo In The City" (Ao vivo em Nova Iorque)